# Марија Андрејчик
Марија Магдалена Андрејчик (пољ. Maria Magdalena Andrejczyk; Сувалки, 9. март 1996.) пољска је атлетичарка која се такмичи у бацању копља. Освајачица је сребрне медаље на Олимпијским играма 2020. и јуниорска је шампионка Европе 2015. Њен лични рекорд од 71,40 м, постављен 2021. године, је пољски рекорд, као и трећи најбољи резултат у историји женског такмичења у бацању копља.

## Каријера
Андрејчик се такмичила на Светском првенству 2015. у Пекингу али није изборила пласман у финале. Освојила је златну медаљу на Европском првенству за јуниоре 2015.
Андрејчик је на Олимпијским играма 2016. у Рио де Жанеиру 16. августа 2016. бацила свој лични рекорд и нови пољски национални рекорд од 67,11 метара током такмичења у квалификационој рунди. У финалу је завршила као четврта, а бронзана медаља јој је измакла за само два сантиметра.
Убрзо после Олимпијских игара оперисала је повређено раме и изгубила целу сезону 2017. Марија се вратила такмичењу у јуну 2018, али није могла да изгради довољно добру форму за Европско првенство 2018 у Берлину. На Светском првенству 2019. у Дохи елиминисана је у квалификацијама.
На Олимпијским играма 2020. одржаним у Токију, Андрејчик је освојила сребрну медаљу у бацању копља.

## Приватно
Од краја 2018. Андрејчик је у вези са пољским тренером Марцином Розенгартеном.
Марија Андрејчик продала је на аукцији своју сребрну медаљу са Олимпијских игара у Токију како би помогла у финансирању операције срца 8-месечне бебе. Пољски ланац продавница победио је на аукцији и вратио јој медаљу.

## Међународна такмичења
| Година                | Такмичење                          | Место                  | Позиција              | Дисциплина            | Резултат              | Белешка                  |
| Представљајући Пољску | Представљајући Пољску              | Представљајући Пољску  | Представљајући Пољску | Представљајући Пољску | Представљајући Пољску | Представљајући Пољску    |
| --------------------- | ---------------------------------- | ---------------------- | --------------------- | --------------------- | --------------------- | ------------------------ |
| 2013                  | Светско првенство за млађе јуниоре | Доњецк, Украјина       | 26.                   | Бацање копља          | 45.14 м *             | * Копље тежине 500 грама |
| 2014                  | Светско првенство за јуниоре       | Јуџин, САД             | 5.                    | Бацање копља          | 53.66 м               |                          |
| 2015                  | Европско првенство за јуниоре      | Ескилстуна, Шведска    | 1.                    | Бацање копља          | 59.73 м               |                          |
| 2015                  | Светско првенство                  | Пекинг, Кина           | 28.                   | Бацање копља          | 56.75 м               |                          |
| 2016                  | Европско првенство                 | Амстердам, Холандија   | 13.                   | Бацање копља          | 57.93 м               |                          |
| 2016                  | Олимпијске игре                    | Рио де Жанеиро, Бразил | 4.                    | Бацање копља          | 64.78 м               |                          |
| 2019                  | Светско првенство                  | Доха, Катар            | 22.                   | Бацање копља          | 57.68 м               |                          |
| 2021                  | Олимпијске игре                    | Токио, Јапан           | 2.                    | Бацање копља          | 64.61 м               |                          |
| 2022                  | Светско првенство                  | Јуџин, САД             | 21.                   | Бацање копља          | 55.47 м               |                          |
| 2024                  | Европско првенство                 | Рим, Италија           | 10.                   | Бацање копља          | 58.29 м               |                          |
| 2024                  | Olympic Games                      | Париз, Француска       | 8.                    | Бацање копља          | 62.44 м               |                          |